# Großer Kutzowsee
Der Große Kutzowsee ist ein See bei Plöwen im Landkreis Vorpommern-Greifswald in Mecklenburg-Vorpommern.
Das etwa 18 Hektar große Gewässer befindet sich im Gemeindegebiet von Plöwen. Am südlichen Ufer befindet sich eine Badestelle und ein Ferienlager. Der See verfügt zudem über eine 0,6 ha große Insel. Im Norden und Süden hat der See Zuflüsse durch Grabenaus den umliegenden Feldern. Die maximale Ausdehnung des Kleinen Sees beträgt etwa 770 mal 360 Meter. Das Gebiet rund um den See und der See selbst sind als ein FFH-Gebiet ausgewiesen. Der See ist zudem zum Angeln ausgewiesen und beherbergt Fischarten wie Plötze, Blei, Güster, Barsch, Schleie, Steinbeißer, Hechte und Aale.
Unmittelbar südwestlich des Großen Kutzowsee liegt der Kleine Kutzowsee.